# Искатели могил
Искатели могил (англ. Grave Encounters) — канадский фильм ужасов, снятый в жанре "найденная плёнка", братьями Вишес в 2011 году. В главных ролях: Шон Роджерсон, Эшли Грызко, Мервин Мондесер, Маккензи Грей и Хуан Ридингер. Премьера фильма состоялась на кинофестивале «Трайбека» 22 апреля 2011 года. Трейлер фильма в своё время стал вирусным, собрав свыше 30 миллионов просмотров в интернете. Имел небольшой прокат лишь в нескольких кинотеатрах США, позже был выпущен в формате «видео по запросу» 25 августа 2011 года.

## Сюжет
Фильм стартует с интервью, которое дает Джерри Хартфилд, продюсер ряда телевизионных шоу. В ходе разговора, он поднял тему о реалити-шоу под названием "Искатели Могил", создателем которого выступил Лэнс Престон. Суть этого шоу заключалась в том, что Лэнс и его команда приезжали в места, в которых, якобы, обитают привидения. Всего было снято 5 эпизодов, а вот эпизод под номером "6" так и не был выпущен, а само реалити-шоу было снято с эфира. После этого, Джерри Хартфилд заявил, что сейчас будет показан весь материал к не вышедшему шестому эпизоду, который сняла команда Лэнса. Продюсер заявил о том, что это "сырой материал, отсортированный строго по времени". После данной вводной экспозиции, демонстрируются все снятые материалы. Была показана группа данного реалити-шоу. Она состояла из: главного ведущего по имени Лэнс Престон, специалиста по оккультизму, и по совместительству, единственной девушки в группе по имени Саша Паркер, технического специалиста по имени Мэтт Уайт и оператора, которого зовут "Т. С." Гибсон. В качестве "приглашённой звезды", играющей роль экстрасенса, стал Хьюстон Грей. Все они готовятся к съёмкам нового эпизода шоу, который будет проходить в заброшенной психиатрической больнице Коллингвуд, где, по слухам, обитают привидения.
Для съёмок этого эпизода они получили возможность свободно находиться в больнице. Из интервью с местным историком становится известно о враче по имени Артур Фридкин, который проводил для пациентов лоботомию. Однако так не могло продолжаться долго. В 1948 году Фридкин был заколот шестью сбежавшими пациентами. Послушав ещё ряд историй про призраков и странную активность в самом здании (например, про окно, которое открывается само по себе), группа, наконец, подготовилась к тому, чтобы начать съёмки в больнице. Вдобавок ко всему, группа добровольно запирается внутри здания. После этого начинается расследование. Команда создает лагерь в главном холле. "Искатели Могил" пытаются установить контакт с обитающими здесь призраками. Хотя попытки изначально оказываются неудачными, группе в конечном итоге удаётся найти их. В ходе этого контакта, Саша Паркер очень сильно испугалась, так как каким-то странным образом, часть её волос поднялась вверх.
Осталось всего полчаса до того, как смотритель выпустит группу, открыв дверь больницы снаружи. Группа начинает собираться. Лэнс произносит слова о том, что особой активности призраков они не обнаружили. Мэтта отправляют собрать камеры. И в тот момент, когда он готовится забрать камеру, снимавшую окно, открывающееся само собой, он слышит какой-то звук. Мэтт идёт узнать, где находится его источник и внезапно, он исчезает. Остальные участники пытаются связаться с Мэттом, но у них ничего не получается. И тогда они (за исключением Хьюстона) отправляются на поиски Мэтта.В ходе поисков, "T. C." получает легкую травму после падения с лестницы, с которой его кто-то толкнул.Так и не найдя его, они возвращаются обратно. В итоге, "Т. С." берёт каталку и вместе с Лэнсом выламывает двери главного входа, чтобы выйти из больницы. Но они обнаруживают, что за дверью - коридор больницы. Вспомнив, что есть и запасной выход, они решили дойти до него и выломать дверь. И они это сделали. Вот только и там был точно такой же больничный коридор. В итоге, выхода они не находят. Постепенно, среди членов реалити-шоу нарастает паника. В попытке успокоить всех членов своей команды, Лэнс говорит им, что снаружи уже должен быть день, однако за окном до сих пор ночь. Они решают спастись через крышу здания, но выход к лестнице, ведущей туда, внезапно заканчивается сплошной стеной. Отсюда выходит, что вход на крышу полностью заблокирован. Затем Саша просит заснять компас в её руках. И не зря. Стрелка на нём начала очень быстро вращаться. Внезапно они слышат крик и бегут к его источнику, думая, что это Мэтт. Они входят в комнату, где он, предположительно, был. Но Мэтта там нет. Но там есть только каркас от кровати. И тут он внезапно начинает двигаться, а затем взлетает. Перепуганные, "Искатели Могил" убегают оттуда. Вскоре после этого команда добирается до какой-то пустой комнаты и решает поспать. Перед тем, как лечь, Лэнс снимает себя и рассказывает о том, что они не смогли найти другой выход. Ещё Лэнс говорит о том, что они голодают и перебивают голод сном, засыпая посменно, чтобы каждый был «на стороже». Проснувшись, команда обнаруживает на спине Саши выцарапанное сообщение: "HELLO" (рус. Привет).
Лэнс пытается связаться с Мэттом по рации, говоря команде, что он точно слышал его. И тут, из рации доносится голос Мэтта: "Это я". Ошарашенный Лэнс задаёт вопрос о том, всё ли с ним нормально, на что получает странный ответ: "Я замерзаю". Мэтт не даёт ответа на вопрос "где он находится?", и они выходят из комнаты и направляются его искать. Идя по одному из коридоров, камера направляется на "Т. С.", который говорит о том, что эта затея бессмысленна. Внезапно за его спиной через коридор бежит женщина, которая выглядит как пациентка. Команда следует в зал, в который она забежали. Войдя, они видят эту женщину, стоящую к ним спиной в углу, говорящую "Оставив её в покое, не прикасаясь к ней, что вы получите взамен?". Лэнс пытается узнать у неё, как она сюда попала. Она замолкает, оборачивается и кричит на камеру. В момент крика её лицо искажается. Команда бежит в страхе и забегает в небольшую каморку. Спустя некоторое время они замечают пропажу Хьюстона.
Он отстаёт от них и, блуждая в одном из коридоров, сначала чуть не погибает от "рук" невидимого демона, пытавшегося его задушить, а потом, после получения сильного удара от всё того же демона, пролетает половину коридора и падает замертво. Лэнс констатирует факт пропажи Хьюстона и отмечает, что Мэтт перестал отзываться по рации. Свою речь о подытоживает ещё одной констатацией факта: "они тут больше не одни". Члены команды вновь засыпают, а проснувшись, видят на своих запястьях больничные браслеты с указанием их имён. Если внимательно приглядеться, то можно узнать и реальное имя "Т. С." Гибсона - "Тирелл Картер" В этом Саша винит самого "Т. С.", из-за того, что тот заснул. В конечном итоге, они-таки находят Мэтта. Но он не только сошёл с ума: он носит белый халат для пациентов и такой же больничный браслет. Он что-то бормочет о своём психическом расстройстве. "Искатели Могил", теперь уже с Мэттом, продолжают искать убежище. Найдя его, оставшиеся "Искатели" пытаются узнать у Мэтта информацию о том, что с ним случилось и как найти выход. Мэтт говорит, что они смогут уйти из больницы лишь тогда, когда им всем "станет лучше". Никто не понимает, о чём он говорит. Лэнс же испытывает недовольство и Мэтт говорит ему: "Не грусти. Всё будет хорошо. Он и тебе поможет".
Призраки продолжают их преследовать. Сначала, из стен высунулись "черные руки", пытаясь схватить членов команды. Из-за этого, члены команды "Искатели Могил" прибежали в ванную комнату и увидели, что одна из ванн наполнена кровью. "Т. С." Гибсон, пытаясь увести Мэтта от этой ванны, становится жертвой демона, затянувшего его туда. Когда Лэнс и Саша сбросили ванную на пол, вся кровь из неё тут же вылилась. Но к своему ужасу, они увидели, что из ванны вылилась только кровь. И никого больше не было. В отчаянии, Лэнс и Саша вместе с Мэттом решают выбраться из больницы через подземные тоннели. Лэнс отправляется в коридор с целью найти что-нибудь, чем можно было бы открыть двери лифта. И у него это получается. Но внезапно, он видит на полу оторванный язык и замечает, что с потолка капает кровь. Подняв камеру наверх, он видит призрака пациента, у которого нет языка. Лэнс в страхе убегает от него и возвращается к Саше и Мэтту. С помощью оторванной металлической перекладины от каталки ему удаётся открыть двери в шахту лифта. Но, услышав крики в коридоре, Лэнс идёт туда и там натыкается на безъязычного. В итоге, и Лэнсу, и Саше пришлось вступить в схватку с ним, попутно сдерживая дверь от его ударов. Мэтт, не найдя другого решения сложившейся ситуации, совершает самоубийство, спрыгнув в открытую шахту лифта. В итоге, оставшиеся члены группы сумели спуститься по лестнице и отправились по тоннелю.
Они идут по тоннелю в поисках другого выхода. Но дойти до него они не могут. Кажется, что тоннель бесконечен. По пути Саша стала чувствовать себя плохо. И тогда было решено отдохнуть. Внезапно появился странный туман, окруживший Лэнса и Сашу. Спустя несколько секунд, туман рассеивается, и Лэнс Престон остается один. Лэнс продолжает идти через тоннель, и чтобы не умереть от голода, он убивает и ест крысу. Попутно он начинает сходить с ума. Спустя какое-то время, он просыпается и видит перед собой странную дверь. Открыв её, он понял, что она ведёт в операционную. Пройдя чуть дальше и увидев несколько фотографий, на которых, возможно, были изображены уже прооперированные участники реалити-шоу "Искатели Могил", либо  какие-то другие пациенты. Доходя до самой операционной, Лэнс находит алтарь и пентаграммы для проведения странных ритуалов. Это означало, что Фридкин практиковал ещё и чёрную магию наравне со своими медицинскими делами. Услышав странные звуки, Лэнс оборачивается и видит призрак самого Артура Фридкина в окружении призраков двух медсестёр. Он пытается уйти, но у него не получается. Призраки хватают его, и вскоре Лэнс попадает на операционный стол, на котором ему хотят сделать лоботомию. Лэнс пытается сопротивляться, но всё бесполезно: слышится звук медицинского молоточка, вгоняющего в глаз орбитокласт. Слышится крик Лэнса, после чего камера на мгновение выключается. Когда камера снова включается, в кадре предстает Лэнс, которому уже сделали лоботомию. Он говорит, что "теперь ему стало лучше. И он наконец сможет уйти домой". Завершая съемку так и не вышедшего эпизода, Лэнс Престон произносит: "Я Лэнс Престон. Выписанный". Камера отключается, а экран становится синим.

## В ролях
| Актёр           | Роль            |
| --------------- | --------------- |
| Шон Роджерсон   | Лэнс Престон    |
| Эшли Грызко     | Саша Паркер     |
| Мервин Мондесер | Ти Си Гибсон    |
| МакКензи Грэй   | Хьюстон Грэй    |
| Хуан Ридингер   | Мэтт Уайт       |
| Артур Корбер    | доктор Фридкин  |
| Мишель Камминс  | призрак         |
| Луис Хавьер     | садовник        |
| Шоун МакДональд | Морган Тёрнер   |
| Боб Рэти        | Кенни Сендивол  |
| Алекс Сэндер    | пациент         |
| Бен Уилкинсон   | Джерри Хартфилд |